# Георг Тракъл
Георг Тракъл  (на немски: Georg Trakl) е австрийски поет и драматург.

## Живот и творчество
Роден е в Залцбург (сега - в Австрия) в дома на заможен търговец на желязо. Майката на Тракъл е студена и неприветлива жена и общо седемте деца в семейството израстват под грижите на френска гувернантка. Така бъдещият поет усвоява рано френски език и обиква френската литература. С близо пет години по-младата му сестра Маргарете го свързва дълбока, почти инцестна любов, която трае до края на живота му и тя често се явява в лириката му под образа на Сестрата.
Тракъл следва фармация във Виена и там опознава наркотиците. После работи в Инсбрук като военен аптекар, но не успява да си създаде гражданско поприще. Поради зависимостта от опиати изпада в тежки депресии и е притесняван от постоянно безпаричие.
Първи поетически опити Тракъл прави още в 1908 г., но стиховете му започват да излизат едва през 1912 г. в културно-политическото списание „Дер Бренер“. Тогава се запознава с критика Карл Краус, който публикува негови творби в списание „Ди Факел“, и с художника Оскар Кокошка. Излиза и книгата му „Стихове“ (1913), изпълнена с апокалиптични видения и предчувствия за приближаваща световна катастрофа. В Берлин, където любимата му сестра претърпява преждевременно раждане, Тракъл се запознава с поетесата Елзе Ласкер-Шюлер и след като се завръща в родния си град Залцбург, започва работа над втората си стихосбирка – „Себастиан насън“. През август 1914 г., скоро след избухването на Първата световна война, Тракъл е мобилизиран и пратен на Източния фронт като санитар. Там преживява опустошителното сражение край Гродек и при мизерни условия трябва сам да се грижи за деветдесет тежкоранени войници, без да може да им помогне. Мъчителните преживявания от войната довеждат поета до ръба на лудостта, той преживява нервен срив и е пратен в лазарета в Краков. В своето отчаяние се самоубива чрез свръхдоза от наркотика кокаин. След смъртта му са публикувани стихосбирките „Себастиан насън“ (1915), „Поезия“ (1917) и „Есента на самотника“ (1920).

## Творчество
Георг Тракъл е смятан за най-значимия представител на австрийския експресионизъм. Творчеството му е белязано от меланхолия, тъга и боготърсачество. Смъртта, упадъкът, самотата и гибелта на западната култура са основни мотиви на неговата дълбока лирика, изградена с богати символи и метафори. Есента и нощта са постоянни образи в поезията му.
Тракъл оказва силно влияние върху немската и световната лирика след Втората световна война. През 1952 г. австрийската провинция Залцбург и родният град на поета учредяват престижната литературна награда за лирика „Георг Тракъл“.
Привечер сърцето ми
Вечер слушаш писъка на прилепите,

Два врани коня скачат по поляната,

Шуми червеният кленак.

Пред странника изниква малка кръчмица край пътя.

Чудесен е вкусът на младо вино с орехи.

Чудесно е: пиян да се клатушкаш през смрачената гора.

През черни клони проехтяват болестни камбани,

А по лицето капе влага.

1913 

## На български
- Георг Тракл, Себастиан в съня. Превод от немски Иво Милев. София: Захари Стоянов, 2001, 95 с. (ISBN 954-739-216-6)